# Dadechkéliani
La maison de Dadechkéliani ou Dadichkéliani (en géorgien : დადეშქელიანი, დადიშქელიანი) est une famille aristocratique de la province montagneuse de Svanétie, à l'ouest de la Géorgie. Ils ont géré la principauté de Svanétie des années 1720 jusqu'en 1857.

## Origine
Bien que les Dadechkéliani eux-mêmes se réclament de la descendance de la dynastie Chamkhal de Tarki, au Dagestan, les témoignages historiques montrent qu'ils sont issus de la maison de Gelovani, une famille princière de Svanétie connue depuis le XIIe siècle. Une princesse Gelovani aurait échappé au massacre de son clan par les princes Dadiani, quand ils usurpèrent le trône de la principauté de Svanétie au milieu du XVIIe siècle ; elle aurait fui à Kabarda dans le Caucase septentrional. Son fils aîné, Dadech, se serait marié avec une fille d'une famille princière locale, et le nom de leur famille serait ensuite devenu Dadechkéliani. Ses descendants reviennent en Svanétie pour faire valoir leurs droits sur la Svanétie face aux Dadiani, et ils obtiennent de fait le gouvernement de la principauté dans les années 1720.

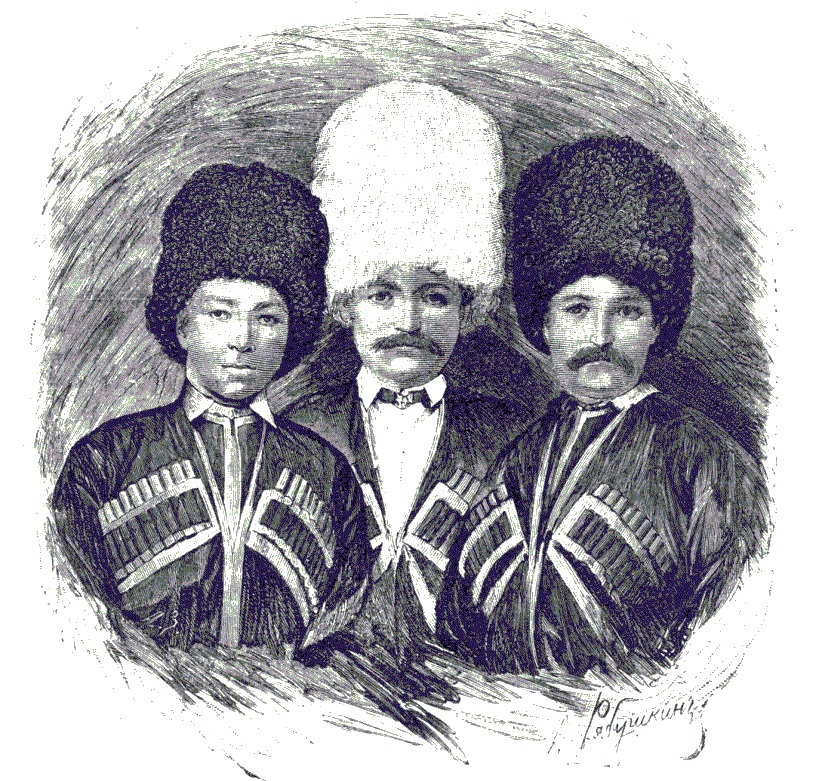
Les frères de Constantin Dadechkéliani : Tsiokh (Mikhail), Tengis (Nicholas), et Isami (1850s).

Depuis lors, les Gelovani règnent sur la Basse Svanétie, et les Dadechkéliani sur la Haute Svanétie. Dans les années 1820, la principauté se divise en deux en conséquence d'une querelle féodale entre les diverses branches de la famille Dadechkéliani : ce n'est que par une médiation des princes de Mingrélie que les deux branches se réconcilient et acceptent du même coup la souveraineté russe en 1833. Ils gardent néanmoins une certaine indépendance de fait, n'acceptant pas les envoyés russes ni les missions de l'Église jusque vers 1840.
Les Russes décident d'intervenir cependant, surtout après une position douteuse pendant la guerre de Crimée (1854-1856) : en 1857, le prince Alexandre Bariatinsky, vice-roi du Caucase, décide de soumettre la Svanétie par les armes. Une tentative de négociation du prince Constantin (en) n'aboutit qu'à son exil à Erivan. Lors de ses adieux à Koutaïssi, il se querelle avec un administrateur russe Alexandre Gagarin, et le tue à l'arme blanche, lui et trois de ses subordonnés; arrêté, il est jugé en cour martiale et fusillé. En 1858, la principauté est réduite au statut de district géré par un officier à la solde des Russes (pristav). Quelques membres de la famille Dadechkéliani sont exilés dans des régions reculées de Russie, tandis que ceux qui restent en Géorgie sont démis de leurs privilèges de princes autonomes.

## Source de la traduction
- (en) Cet article est partiellement ou en totalité issu de l’article de Wikipédia en anglais intitulé « House of Dadeshkeliani » (voir la liste des auteurs).